# Antonio Villamil
Antonio Wenceslao Villamil Ramognino (Buenos Aires, 8 ottobre 1904 – ...) è stato uno schermidore argentino.

## Biografia
Ha partecipato ai Giochi della IX Olimpiade di Amsterdam nel 1928, ai Giochi della XI Olimpiade di Berlino nel 1936 ed ai Giochi della XIV Olimpiade di Londra nel 1948.

## Palmarès
In carriera ha conseguito i seguenti risultati:
- Giochi panamericani:

Buenos Aires 1951: oro nella spada individuale ed a squadre.